# La Conversion de saint Paul (Le Caravage)
Vous lisez un « article de qualité » labellisé en 2017.
Pour les articles homonymes, voir La Conversion de saint Paul.
La Conversion de saint Paul est une œuvre de Caravage dont l'artiste réalise deux versions successives sur commande du trésorier pontifical Tiberio Cerasi. La première version appartient désormais à la collection privée Odescalchi-Balbi à Rome, tandis que la seconde version est installée depuis l'origine dans la chapelle Cerasi de l'église Santa Maria del Popolo de Rome. Afin de les distinguer, il est souvent fait mention du tableau « Balbi » pour désigner la première œuvre tandis que la seconde est désignée simplement sous le nom de Conversion de saint Paul, ou parfois du tableau « Cerasi ».
L'attribution des deux peintures à Caravage ne fait pas de doute, de même que l'identification du commanditaire et de la commande en l'an 1600 ; en revanche, la date précise de leur réalisation reste sujette à débat et oscille entre 1600 et 1604. Le premier Saint Paul est réalisé à l'huile sur support de bois, mais le second est peint sur toile (le support privilégié du peintre lombard) ; il est possible que la première œuvre ait été refusée par le commanditaire puis remplacée par une seconde version sur toile du même Caravage, l’œuvre initiale étant alors rachetée par le cardinal Giacomo Sannesio ; cette interprétation est toutefois également interrogée par des historiens de l'art.
La commande que Tiberio Cerasi passe à Caravage comprend, outre La Conversion de saint Paul, un second tableau représentant Le Crucifiement de saint Pierre. Ces deux œuvres encadrent de part et d'autre un tableau d'autel qui est dû à Annibale Carrache, et leur conception est largement influencée par ce voisinage ainsi que par la configuration de la chapelle où elles sont installées.
La critique et les historiens de l'art soulignent unanimement l'étonnante disparité qui existe entre ces deux traitements du même thème, à très peu de temps d'écart, en termes de style et de composition. D'un tableau à l'autre, Caravage passe en effet d'une première approche encombrée et encore très influencée par ses grands prédécesseurs à un art plus personnel et aux accents nettement plus intimistes. La seconde Conversion de saint Paul fait partie des œuvres les plus importantes de la période romaine de Caravage, et constitue l'un de ses plus célèbres tableaux d'église ; cette commande, qui intervient juste après celle de la chapelle Contarelli à l'église saint-Louis-des-Français, contribue à asseoir sa brillante carrière dans le milieu de l'art à Rome.

## Commande
Alors qu'il approche de la trentaine en cette fin de XVIe siècle, Caravage atteint un palier décisif dans sa carrière. En sept ans, de 1599 à sa fuite de Rome en 1606, ce ne sont pas moins de six grandes commandes publiques qu'il reçoit pour diverses églises romaines, et sa célébrité ne fait que croître à chaque nouveau tableau. La commande « Cerasi » intervient alors que sa renommée est déjà solidement établie, et que la commande de la série des saint Matthieu pour la chapelle Contarelli de Saint-Louis-des-Français lui a valu autant d'hommages que de critiques.
C'est le 24 septembre 1600 que l'évêque Tiberio Cerasi, trésorier pontifical, passe officiellement commande à Caravage de deux tableaux afin d'orner la chapelle qu'il vient d'acquérir dans l'église Santa Maria del Popolo de Rome pour y être inhumé à sa mort. Le peintre lombard — que le contrat de commande désigne comme « egregius in Urbe Pictor », c'est-à-dire « le peintre le plus talentueux de la ville » — doit fournir une Conversion de saint Paul et un Crucifiement de saint Pierre, d'une hauteur de dix palmi (soit plus de deux mètres) et réalisées sur bois de cyprès. Le commanditaire décède le 3 mai 1601, et ne voit donc jamais les œuvres définitives ; il est possible en revanche qu'il ait vu les premières versions et les ait refusées. Il apparaît en effet que, livrées six mois après la commande, les œuvres initiales sont refusées et remplacées par des œuvres sur toiles qui sont cette fois acceptées par les héritiers de Cerasi, et enfin installées dans la chapelle. Cette théorie du refus n'est toutefois pas attestée avec certitude, et fait l'objet d'un débat parmi les historiens de l'art ; elle provient de l'affirmation initiale de Giovanni Baglione, biographe mais aussi grand ennemi personnel de Caravage, qui explique simplement le rejet ainsi : « perchè non piacquero al Padrone »,. Si on accepte toutefois l'hypothèse d'un refus par le commanditaire, des explications stylistiques peuvent être avancées : peut-être juge-t-il alors la scène trop agitée, ou trop encombrante et mouvementée pour l'espace réduit de la chapelle.

Les deux tableaux commandés par Tiberio Cerasi, et finalement acceptés
Le Crucifiement de saint Pierre.
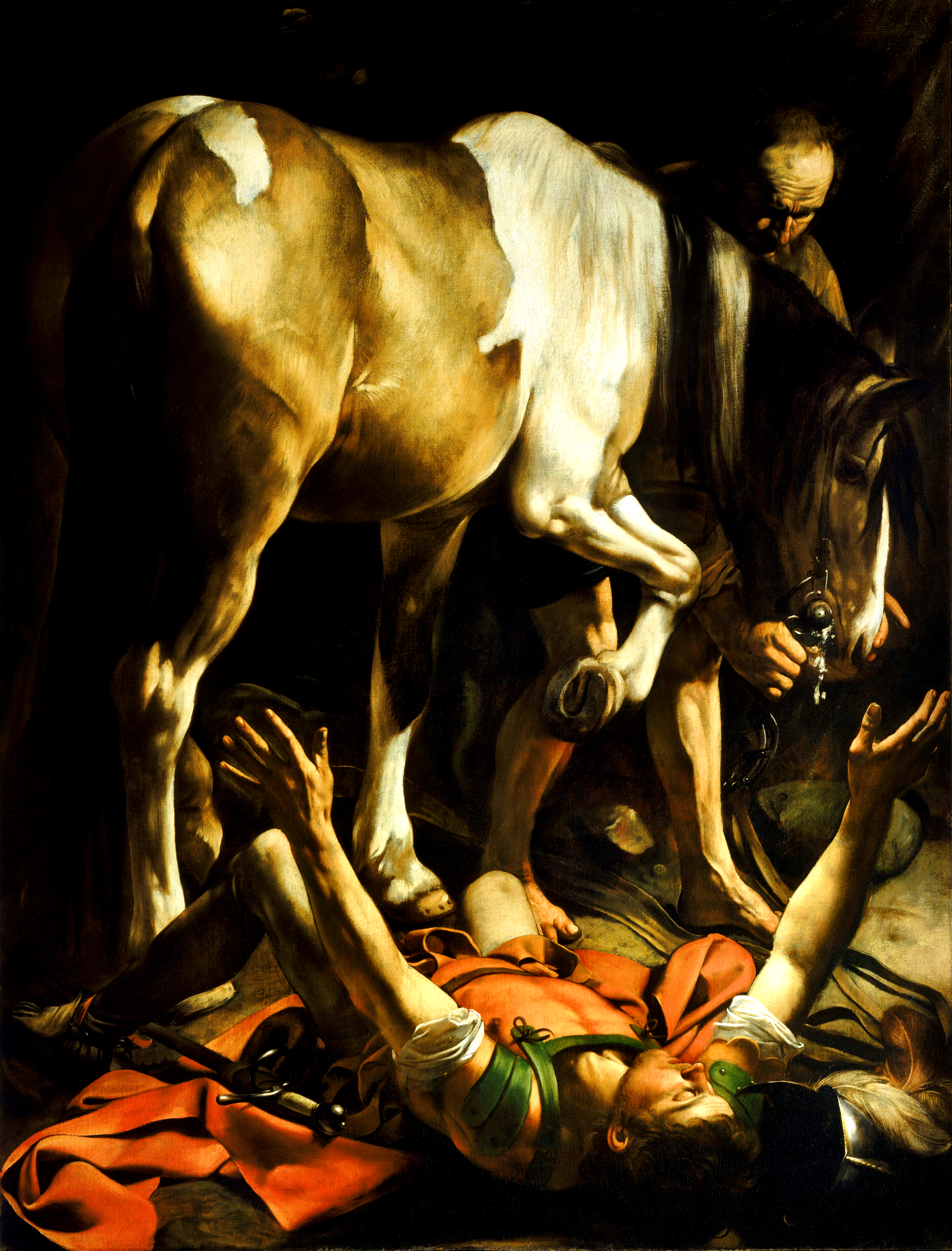
La Conversion de saint Paul.

Quoi qu'il en soit, faute d'être installée dans la chapelle Cerasi, la première Conversion de saint Paul est immédiatement achetée par le cardinal Sannesio ; elle se trouve aujourd'hui dans la collection Balbi-Odescalchi à Rome. La seconde version est installée comme prévu dans la chapelle de Santa Maria del Popolo, de même que la seconde version du Crucifiement de saint Pierre qui lui fait face et dont une première version (aujourd'hui disparue) aurait été, là aussi, refusée ; malgré tout, l'hypothèse d'une première version du Crucifiement ne fait pas non plus l'unanimité parmi les historiens de l'art.

## Description
La scène de la conversion de Paul fait référence à un épisode de la vie du saint repris dans ses épîtres mais surtout dans le chapitre 9 des Actes des Apôtres : Saül alias Paul de Tarse (il prend le nom de Paul après sa conversion) est un pharisien chargé de poursuivre et de persécuter les chrétiens ; alors qu'il se rend à Damas pour poursuivre cette mission, il est saisi sur la route par un éblouissement violent qui le jette à bas de son cheval et lui fait entendre la voix du Christ.

« Comme il était en chemin, et qu’il approchait de Damas, tout à coup une lumière venant du ciel resplendit autour de lui.

Il tomba par terre, et il entendit une voix qui lui disait : Saul, Saul, pourquoi me persécutes-tu ?

Il répondit : Qui es-tu, Seigneur ? Et le Seigneur dit : Je suis Jésus que tu persécutes. (…)

Les hommes qui l’accompagnaient demeurèrent stupéfaits ; ils entendaient bien la voix, mais ils ne voyaient personne.

Saul se releva de terre, et, quoique ses yeux fussent ouverts, il ne voyait rien ; on le prit par la main, et on le conduisit à Damas.

Il resta trois jours sans voir, et il ne mangea ni ne but. (…) »

— La Bible, Actes des Apôtres 9 ; 3-9, trad. Louis Segond.

### Premier tableau

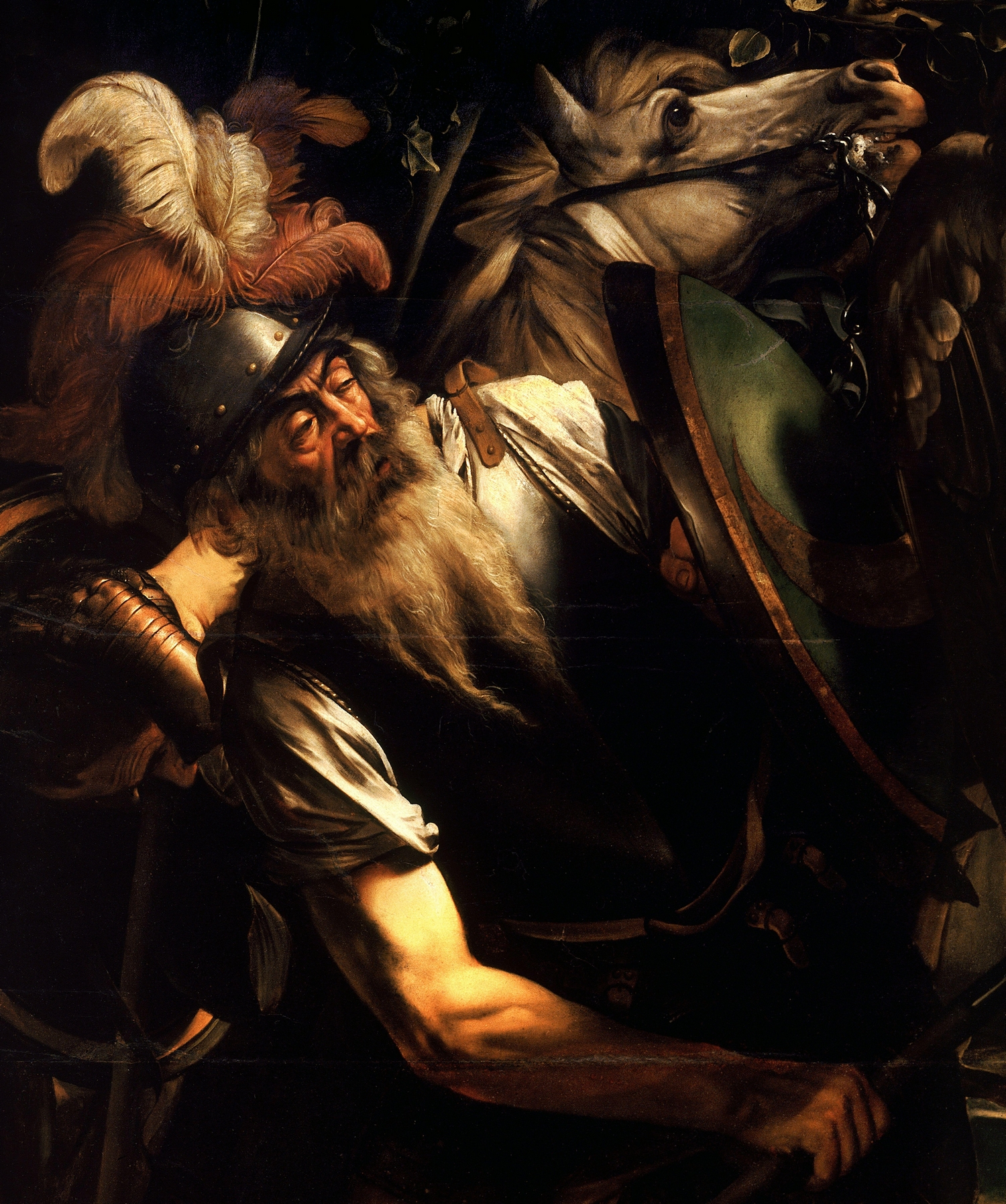
Détail de La Conversion de saint Paul, première version, coll. Balbi-Odelscachi (Rome).

Le premier tableau suit le texte biblique dans le sens où l'éblouissement de Paul est évident, que la scène se déroule en extérieur (ce qui est cohérent avec le fait de se trouver sur le chemin de Damas) et que Paul, en cuirasse militaire, est accompagné de deux autres soldats en armes. La scène joue fortement sur la corde sensorielle chère à Caravage : perdant la vue, Paul tombe à terre dans un cri d'angoisse. En revanche, le peintre se détache de la tradition narrative et iconographique dans son choix de représenter le Christ en personne et non pas une lumière ou un éclair symbolisant l'apparition divine. Certains grands artistes avaient cependant déjà abordé l'épisode sous cet angle, en faisant intervenir le Christ en personne : Caravage avait certainement en mémoire la version de Michel-Ange à la chapelle Pauline au Vatican, ainsi qu'une tapisserie de Raphaël sur ce même thème.
Incapable de se défendre, Paul ne touche pas même à son épée ; en revanche, son compagnon — qui ne voit rien mais doit entendre un bruit de tonnerre — dirige sa lance contre l'apparition du Christ. Cette arme déjà désuète pour l'époque fait écho à l'âge avancé du soldat à la barbe grise. Avec cette longue lame pointue qui apparaît nettement au centre, l'impression qui se dégage immédiatement du tableau mêle le dramatique au dynamique : l'agitation des personnages se perçoit dans leurs gestes et expressions, et le grand cheval blanc cabré, l'écume à la bouche, accentue de son œil écarquillé le caractère surnaturel de la scène. C'est une scène agitée et encombrée ; la violence de l'action a même rompu une branche. La composition serrée, spiralaire qui tente d'intégrer dans un paysage pas moins de cinq personnages et un cheval rend même dubitatif quant à l'intention de Caravage de s'adapter aux conditions d’observation dans cette étroite chapelle.

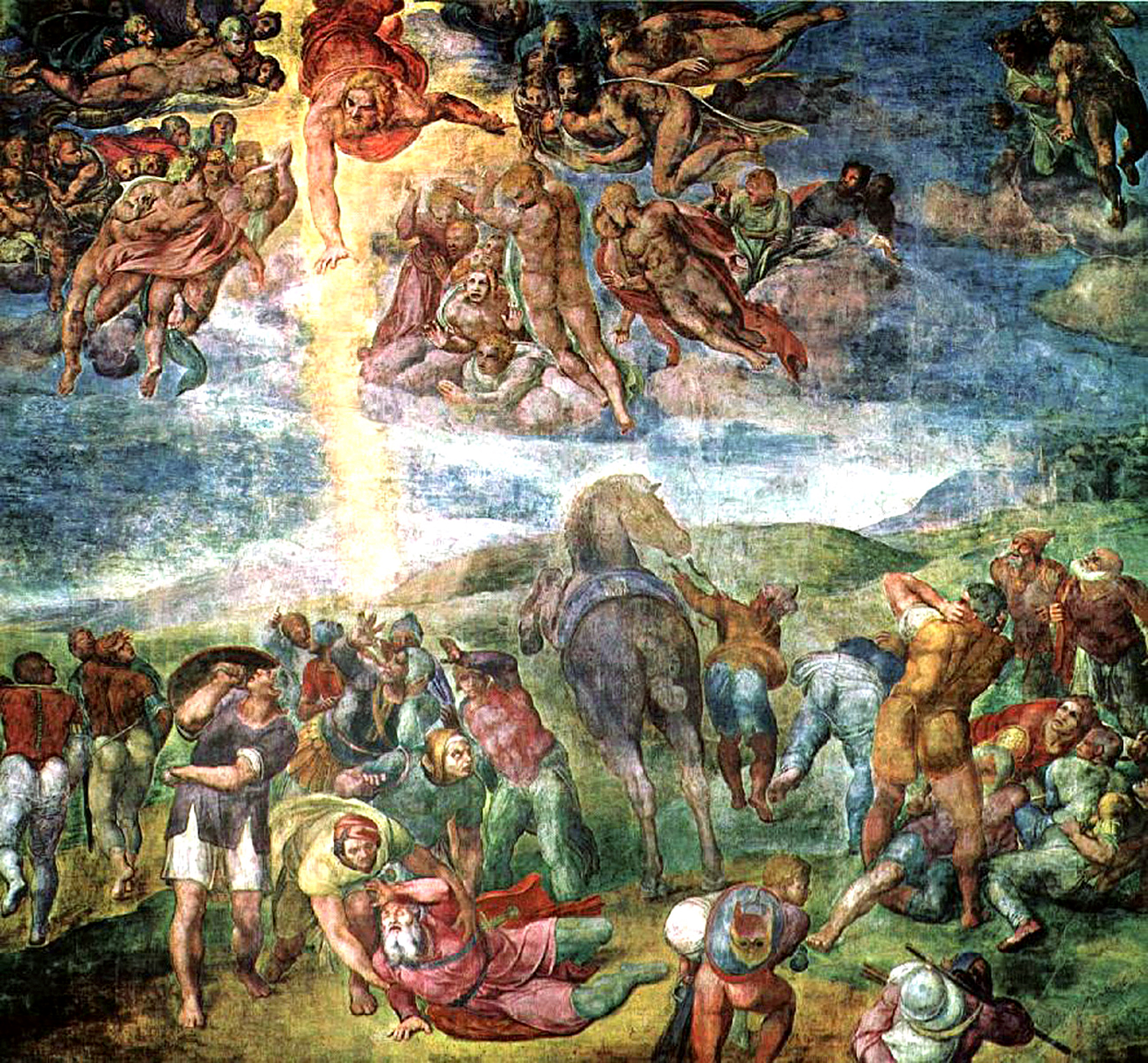
La Conversion de saint Paul de Michel-Ange (fresque de 1542) constitue certainement un point de référence pour le tableau « Balbi ». Chapelle Pauline, Vatican.

La scène se déroule en effet en extérieur, conformément à la tradition picturale instaurée par les prédécesseurs du peintre lombard ; et dans ce paysage (l'un des très rares représentés par Caravage, qui évite habituellement les paysages) l'artiste donne une forme matérielle à la voix mentionnée dans les Écritures : celle du Christ accompagné d'un ange. L'action est circonscrite dans un espace restreint au premier plan et l'éclairage est très contrasté pour renforcer le volume sculptural des formes et créer un effet spectaculaire. Le panorama lointain est obscurci par le ciel crépusculaire, lui aussi très animé, et cela bien que le texte biblique n'évoque jamais la nuit. Certains éléments peints d'après nature ressortent particulièrement, comme les mains de Paul et du Christ, ainsi que la tête de l'ange. L'artiste cherche à évoquer l'exotisme du Damas biblique par l'armement ancien et orientalisant du soldat au centre ; le croissant sur son bouclier est même couvert à la feuille d'or ; les coupoles de la ville de Damas se laissent voir dans le lointain, à droite. Bon nombre de détails minutieux ne sont observables que de très près, telle la molène aux pieds du cheval, une plante symbolique de la lumière divine ; pourtant la composition du tableau ne peut être comprise qu'avec un recul conséquent, que ne permet pas l'exiguïté de la chapelle. Du reste, les personnages principaux tournent le dos à l'autel tandis que le Christ semble s'avancer à partir de la nef, ce qui peut faire penser que le tableau était initialement prévu pour être accroché non pas à droite mais à gauche de l'autel.
La critique des XXe et XXIe siècles n'est pas enthousiaste vis-à-vis du tableau « Balbi », qui souffre évidemment de la comparaison avec la seconde version, laquelle semble même constituer une critique radicale du premier essai. Certains notent des erreurs de rendu dans les raccourcis du corps de Saul, d'autres regrettent une « théâtralité surfaite » ou critiquent l'anatomie approximative du cheval, ou encore parlent d'une scène confuse et pompeuse voire ridicule avec l'ange et le Christ semblables à des parachutistes bloqués dans un arbre : les reproches abondent. Des historiens de l’art comme Denis Mahon en 1951, ou encore Walter Friedlaender à sa suite, vont même jusqu'à l'exclure du catalogue des œuvres autographes de Caravage.

De fait, l'écart stylistique est considérable entre la première et la seconde version de la Conversion de saint Paul, que la plupart des historiens de l'art estiment pourtant séparées de seulement une ou deux années (quatre ans tout au plus). Cette disparité souligne le caractère décisif de l'évolution stylistique de Caravage en ce tout début de siècle : d'une première lecture littérale, il passe à une interprétation singulière du sujet qui laisse voir une réaction humaine à une expérience transcendantale. Pour l'historienne de l'art Sybille Ebert-Schifferer, l'écart est si important qu'elle juge plus plausible une réalisation allant jusqu'à 1604 pour le second tableau, soit quatre à cinq ans après le premier. Roberto Longhi résume ainsi sa vision : 

« Entre les deux versions, il y a presque place pour l'ensemble du parcours de l'artiste, de la toute première jeunesse jusqu'à la pleine maturité. »

### Second tableau

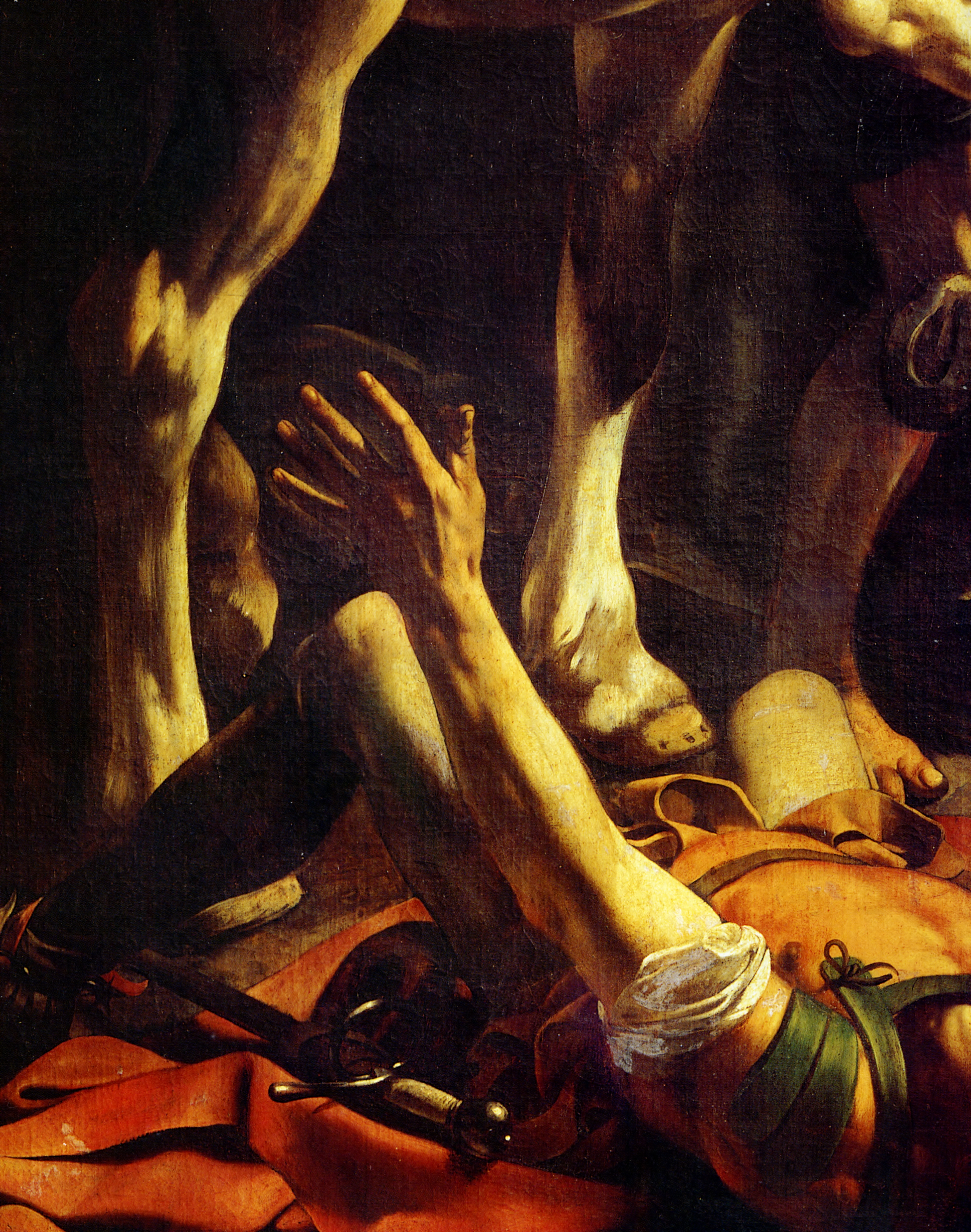
Détail de La Conversion de saint Paul, seconde version (chapelle Cerasi, église Santa Maria del Popolo, Rome).

Dans son second tableau, Caravage se rapproche de la lettre du texte évangélique puisqu'il se limite à montrer Paul surpris par la seule voix de Dieu (pas d'apparition physique du Christ dans ce tableau), cloué même à terre sous le regard du rude palefrenier, et dominé par un imposant cheval pie. Malgré tout, il enfreint l'une des règles édictées par le mouvement de la Réforme catholique en matière de peinture, règle qui recommande d'éviter trop de réalisme dans la représentation des chevaux, ainsi que de montrer leur croupe. Par ailleurs, Caravage s'éloigne des conventions par son traitement de l'épisode (assez souvent traité par les peintres de la Renaissance) : les nombreux figurants habituels (cavaliers et soldats) ont disparu, et l'événement miraculeux lui-même, d'une certaine façon, est éclipsé puisque Paul est déjà terrassé après l'éclair divin et sa chute de cheval.

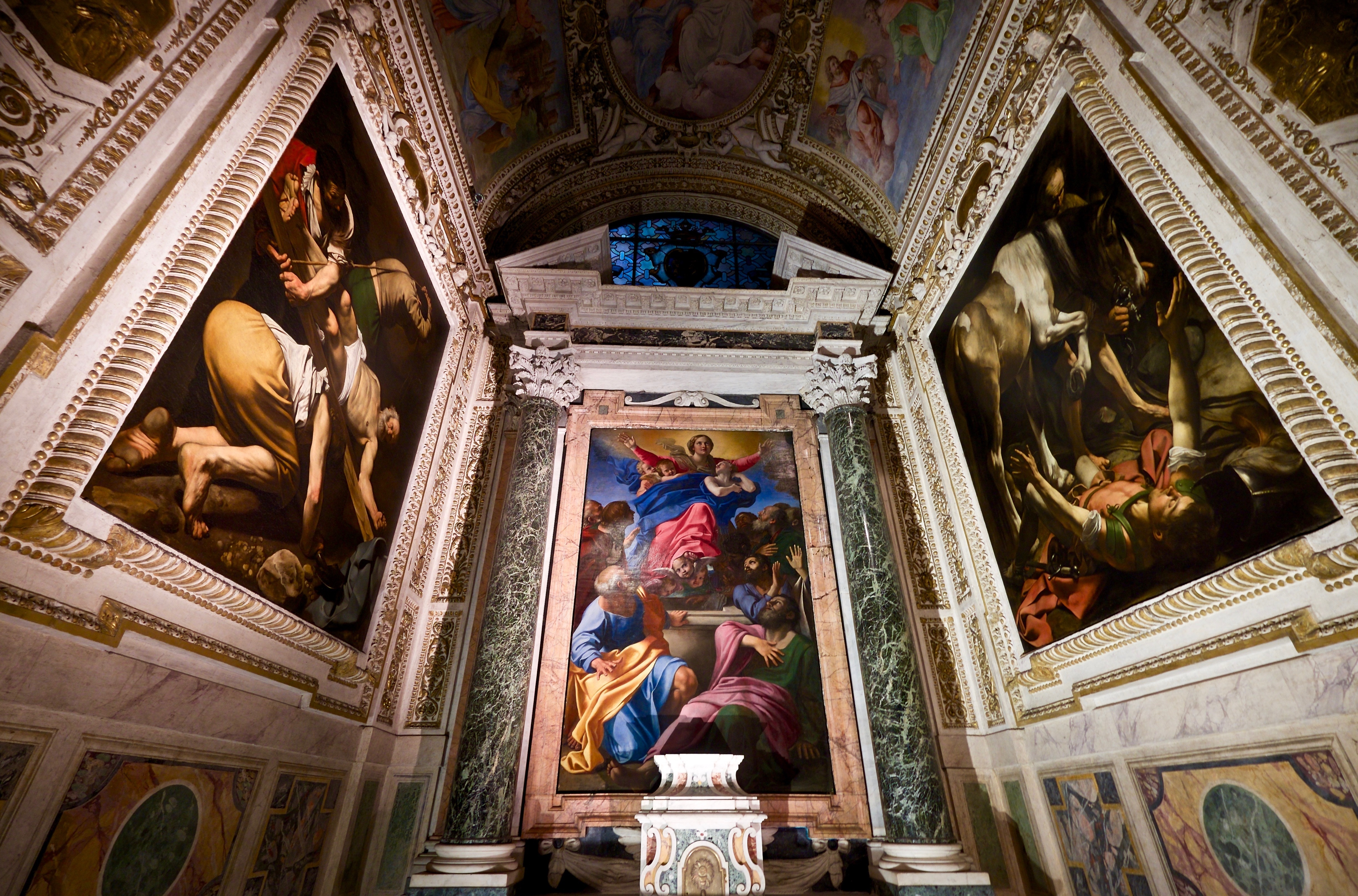
La chapelle Cerasi, décorée par A.Carrache (centre et voûte) et par Caravage (tableaux latéraux). La Conversion orne la partie de droite.

Loin de l'événement retentissant en extérieur, il s'agit là d'une scène « silencieuse, intime et intérieure » selon les termes de l'historien de l'art Stefano Zuffi, qui semble se dérouler dans l'obscurité d'une écurie et non pas littéralement sur la route de Damas. Le nombre de personnages est réduit au minimum ; l'épisode perd son caractère d'événement public mais ne perd pas en intensité malgré ce passage à un mode plus intime. C'est une approche moins facile que celle choisie pour le premier tableau, et qui prend le parti du calme et du silence au détriment de l'action ; c'est aussi une approche remarquablement naturaliste. Paul n'est plus le vieil homme de la version « Balbi », mais un jeune soldat athlétique tout à fait conforme à la description des Actes des Apôtres et dont l'épée repose dans un drapé rouge qui pourrait symboliquement renvoyer aux flots de sang qu'il devait faire couler en se rendant à Damas. Le cheval occupe une vaste partie de l'espace, non par le mouvement mais par la seule présence de son corps ; et ni l’animal ni le palefrenier ne trahissent la moindre émotion. Le peintre réduit à l'extrême les signes visibles de mouvement afin que l'attention soit portée sur la seule réception du message divin. Sans manifestation extérieure, le signe miraculeux parvient directement à l'âme, « in interiore homine »,. L'aspect surnaturel de l'apparition divine est encore renforcé par le contraste entre l'événement et son traitement réaliste, comme le souligne Alfred Moir :

« Caravage accentue la puissante réalité du cheval, la gaucherie du valet d'écurie, la robustesse massive de Saül, et même la riche pâte de la peinture contribue à rendre plus intense l'effet de la lumière surnaturelle qui inonde ce monde pesant de son flot divin. »

L'épisode biblique constitue ainsi une parabole de l'art de Caravage lui-même, qui oscille entre les deux pôles de l'ombre et de la lumière. L'homme errant dans l'ombre de l'ignorance et du mal se trouve baigné dans la lumière divine : son âme en est lavée, et cette illumination intérieure le rend aveugle au monde ordinaire qui l'entoure. Ce travail sur la lumière comme symbole de l'illumination divine est déjà présent plus tôt dans l’œuvre de Caravage, notamment dans La Vocation de saint Matthieu, mais cette fois la métaphore est explicitement présente dans le passage biblique choisi,. À l'occasion d'une restauration de la Conversion « Cerasi » au tout début du XXIe siècle, il a été constaté que Caravage représentait le scintillement de la lumière en peignant de minuscules points blancs le long de sa trajectoire. La lumière immanente devient palpable, et Paul la ressent et la reçoit au plus profond de lui-même.
Plusieurs procédés psychologiques sont mis en œuvre afin d'amener l'observateur à s'identifier au saint. La pose de Saül oblige à un effort physique pour tenter de croiser son regard ; et bien que l'effort demeure vain, il contribue à créer une impression d'union avec la scène. Par ailleurs, la courbe parabolique dessinée par les bras de Saül au-dessus de la diagonale profonde établie par son corps entraîne le regard vers le centre de l'image et le cœur de l'action. Enfin, la lourde masse du cheval pèse sur le spectateur comme la lumière divine sur Saül. Dans leur analyse, Bersani et Dutoit estiment que ces bras levés deviennent partie intégrante de « l'extraordinaire enchevêtrement humain et animal de bras, de jambes et de pattes qui occupe le centre de l’œuvre » ; les spectateurs s'en trouvent « renversés » comme l'est Paul lui-même, par le déplacement d'éléments narrativement secondaires vers une zone de première importance.
En effet, Caravage expérimente là de nouveaux effets de composition dans sa gestion de l'espace. Le corps de saint Paul est disposé selon une diagonale qui dirige le regard de la droite du premier plan vers la profondeur du tableau, ce qui répond à l'angle à partir duquel il doit être vu depuis l'entrée de la chapelle. Un travail anamorphique important est réalisé pour faire correspondre le corps de Paul à cette perspective particulière. Des analyses par rayons X effectuées en 2000 — ainsi que des marques d'incision repérables en lumière rasante sur la surface de la toile — indiquent d'ailleurs que le travail sur ce tableau a mené Caravage à modifier massivement certains choix en cours de route, non seulement pour obtenir de meilleurs effets de composition et de lumière mais aussi pour mieux s'adapter à l'environnement dans lequel la toile sera finalement installée. Ainsi, les bras grands ouverts de Paul, qui ne se cache plus les yeux comme dans la première version du tableau, font écho non seulement à la crucifixion du Christ mais aussi à la position du corps de Pierre sur le tableau d'en face, les bras étendus sur la croix, et même à celle de la Vierge en extase sur le tableau d'autel d'Annibale Carrache.
Parmi les historiens de l'art qui, aux côtés de Roberto Longhi, contribuent à remettre en lumière l'art de Caravage au XXe siècle, la figure de Matteo Marangoni n'est pas à négliger. C'est lui qui met en avant les tableaux « Cerasi » jusqu'alors assez négligés, dans une monographie de 1922 ; il souligne que les deux grands moyens qu'emploie Caravage sont la lumière et la composition, laquelle découle des trouvailles de Michel-Ange tout en les dépassant. Il y porte un regard admiratif sur le saint Pierre comme sur le saint Paul de Santa Maria del Popolo :

« L'invasion de la moitié de la toile par un cheval, un cheval vu de dos, est évidemment une nouveauté absolue, d'une audace extrême. Mais non moins surprenante est l'unité compositive, la plus concise qu'on puisse imaginer, et la façon dont elle a été obtenue, en rattachant par une sorte de lien circulaire le cheval et le cavalier renversé sur le sol et en donnant l’illusion de la profondeur par la disposition de ces deux figures sur deux diagonales. »

— Matteo Marangoni, Il Caravaggio.

Des zones laissées libres côtoient d'autres beaucoup plus denses où des éléments se rapprochent : Stefano Zuffi souligne ainsi la proximité entre la patte levée du cheval et les jambes noueuses du palefrenier, ou encore entre son poing vigoureusement fermé sur le mors, en contraste avec la main ouverte du saint. Le poète et critique d'art Yves Bonnefoy évoque également les choix de composition de Caravage en soulignant sa différence par rapport aux autres peintres de son époque, qui travaillent dans l'espace délimité par le cadre ; Caravage joue au contraire avec les limites de l'espace de sa toile, et « c'est tout juste si son saint Paul y trouve place » : 

« Il y a quelque chose, dans la manière de Caravage, qui suggère toujours ce dehors du tableau dans la même nuit ambiguë, à la fois accablante et exaltante, que son clair-obscur propose à notre attention
. »

## Modèles et influences
En écho à plusieurs autres œuvres de sa période romaine, Caravage donne à l'ange du tableau « Balbi » les traits du jeune Francesco Boneri, alias Cecco del Caravaggio, l'un des modèles récurrents du peintre lombard. Cecco, qu'on retrouve par exemple dans L'Amour vainqueur, est peut-être aussi le collaborateur et le compagnon de Caravage ; quoi qu'il en soit, il est certain qu'il devient lui-même par la suite un peintre d'une grande valeur.
Le modèle du palefrenier dans le tableau « Cerasi » est le même que celui d'un des apôtres de L'Incrédulité de saint Thomas. Sa figure peut d'ailleurs constituer un indice qui laisserait penser que la réalisation du tableau est assez tardive (1604-1605) car c'est surtout à partir de 1605 que Caravage commence à intégrer dans ses œuvres le type du vieillard au front plissé, ainsi que cette ambiance méditative.
Concernant les œuvres pouvant avoir influencé les choix de Caravage pour la première version « Balbi », on ne peut négliger le poids des grands prédécesseurs que sont Raphaël et Michel-Ange. Il ne s'agit pas forcément que d'une influence stylistique : en effet, même si Caravage commence alors à se constituer une solide réputation d'artiste, il tente peut-être d'asseoir sa carrière en se rapprochant de façon assez explicite de ces grands maîtres ; mais cela peut aussi relever d'une exigence expresse du commanditaire. Ce n'est qu'ensuite qu'il s'autorise à s'écarter de ces modèles pour assumer un style plus personnel. André Berne-Joffroy lance à ce sujet une hypothèse pour justifier l'immense disparité entre les deux Conversions à si peu de temps d'écart : le tableau « Balbi » pourrait constituer, dans un geste de dérision, une réponse excédée aux exigences d'un commanditaire avide de mouvement et de couleur.

Dans Le Repos pendant la fuite en Égypte, Caravage installe déjà, dès 1594, plusieurs personnages dont un ange dans une scène en extérieur, comme dans la Conversion « Balbi ».
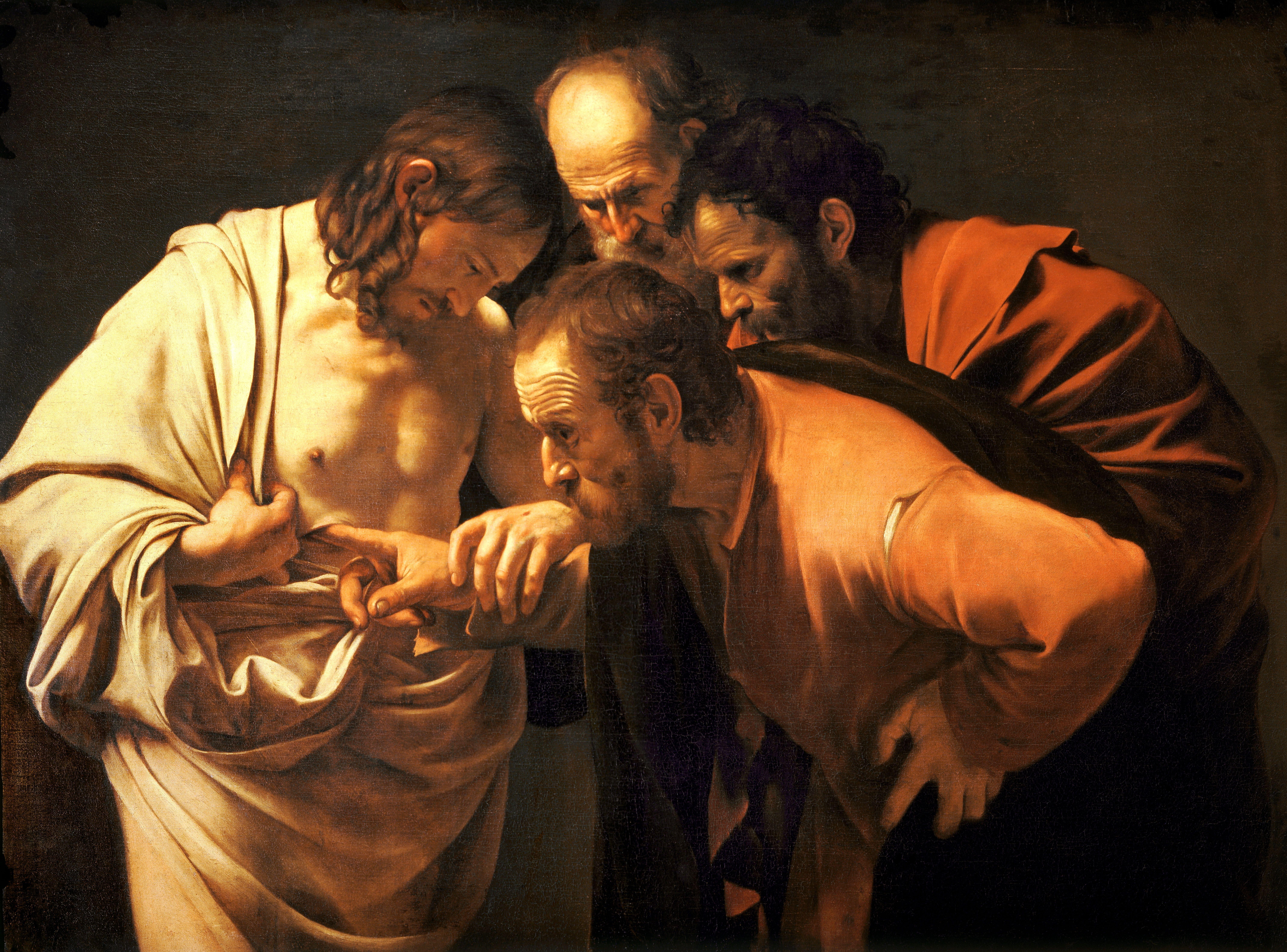
Le vieillard au front plissé, l'ambiance méditative de la Conversion « Cerasi » : ces éléments se retrouvent notamment dans L'Incrédulité de saint Thomas que Caravage peint vers 1603.

Plusieurs autres sources d'inspiration peuvent être proposées pour la seconde Conversion. Le critique Alfred Moir repère ainsi l'influence du Grand Cheval de Dürer, ou bien de la figure de l’esclave allongé dans le Miracle de saint Marc du Tintoret ; l'idée même de présenter Saül isolé des siens peut provenir du traitement de la Conversion par Moretto da Brescia ou encore de celui de Parmigianino, deux artistes influents venus d'Italie du Nord. Caravage va toutefois plus loin encore, en faisant complètement disparaître tout paysage de la route de Damas et en plongeant la scène dans une mystérieuse obscurité.

Quelques sources d'inspiration probables pour le tableau « Cerasi »
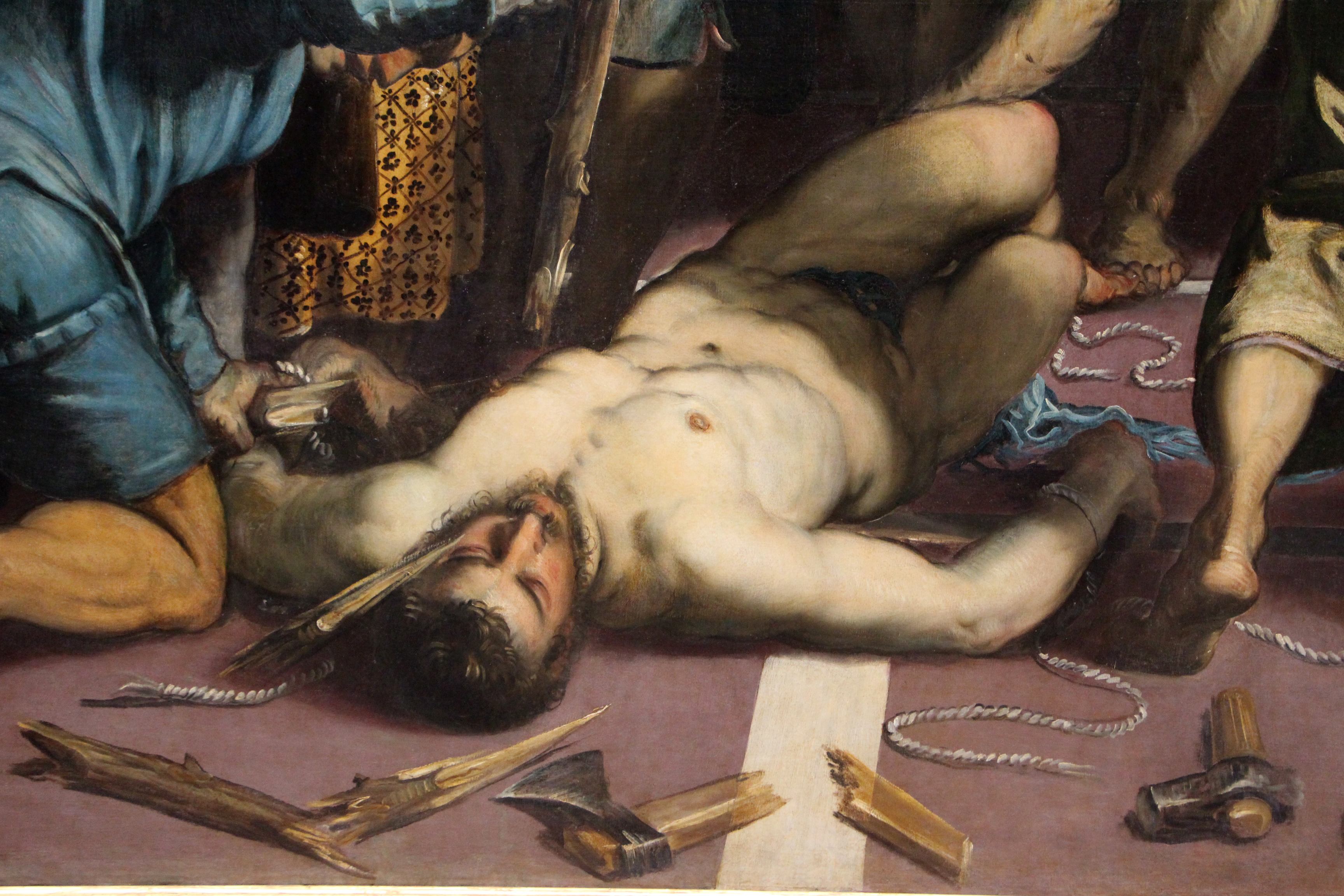
Détail du Miracle de saint Marc du Tintoret (1547-1548). Gallerie dell'Accademia de Venise.
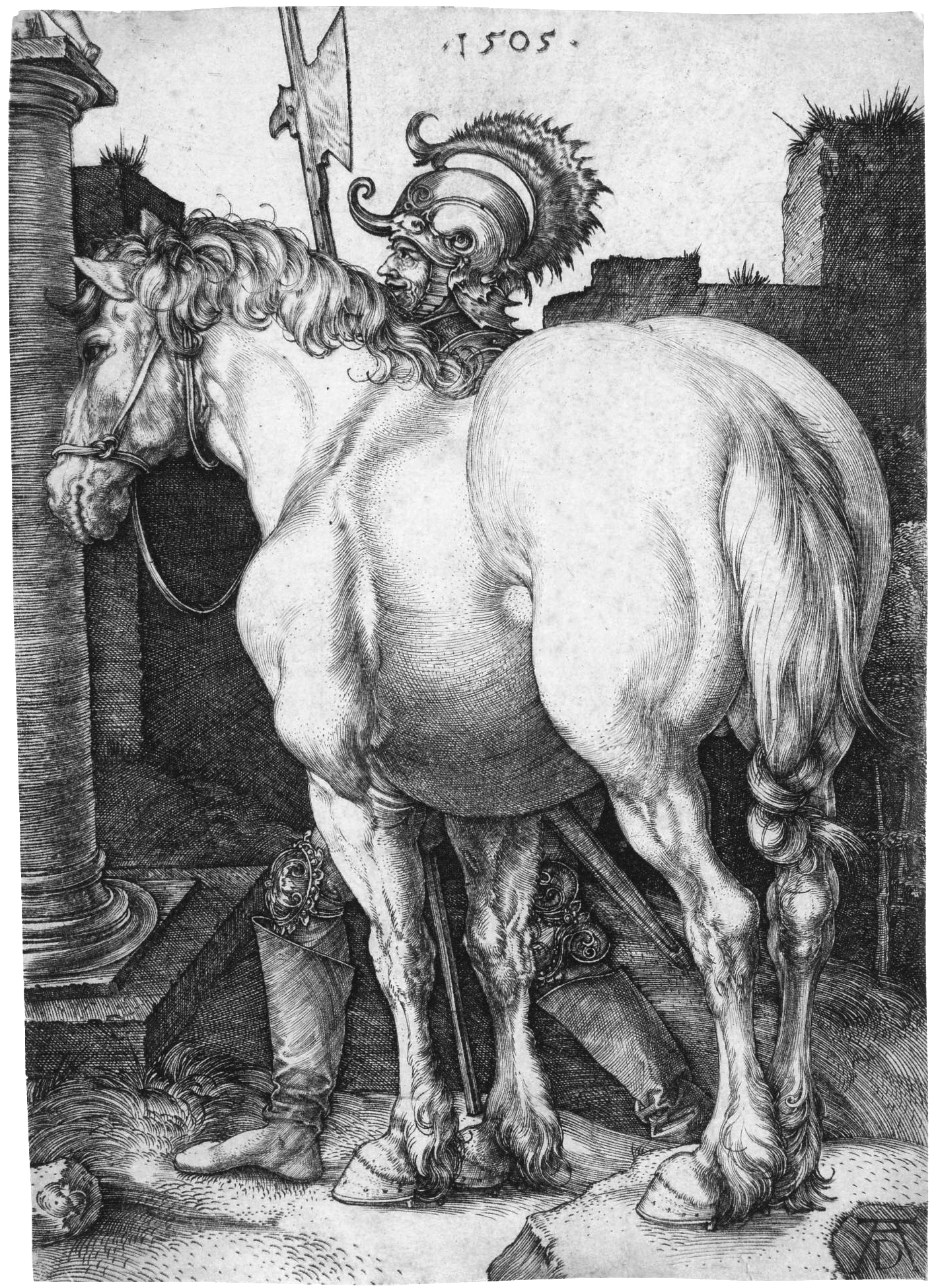
Le Grand Cheval de Dürer (1505). B.N.F., Paris.
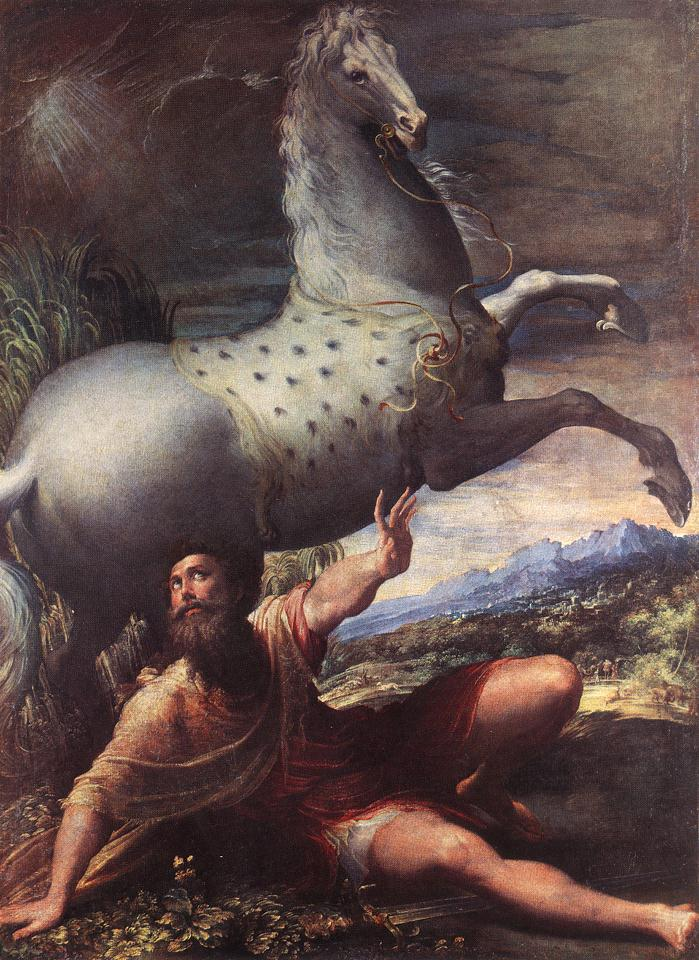
La Conversion de saint Paul de Parmigianino (v.1552). Musée d'histoire de l'art de Vienne.

A contrario, il est frappant de constater que le tableau de Caravage n'exerce lui-même que fort peu d'influence visible : aucune copie contemporaine n'est connue, et il ne provoque guère de commentaire au XVIIe siècle en dehors de Bellori, biographe de Caravage, qui se borne à indiquer que « [son] histoire est totalement dépourvue d'action, ». Certains confrères de Caravage, malgré tout, sont suffisamment impressionnés pour reprendre des éléments aussi forts que la position allongée du saint, tel Pomarancio dans sa Mort de Saphira qui imite délibérément le style du Lombard pour sa protagoniste principale dans le coin inférieur droit du tableau. Mais la Conversion— de même que le Crucifiement qui lui fait face — demeure « presque complètement ignorée de la meilleure part de la culture européenne » selon les termes de Longhi.

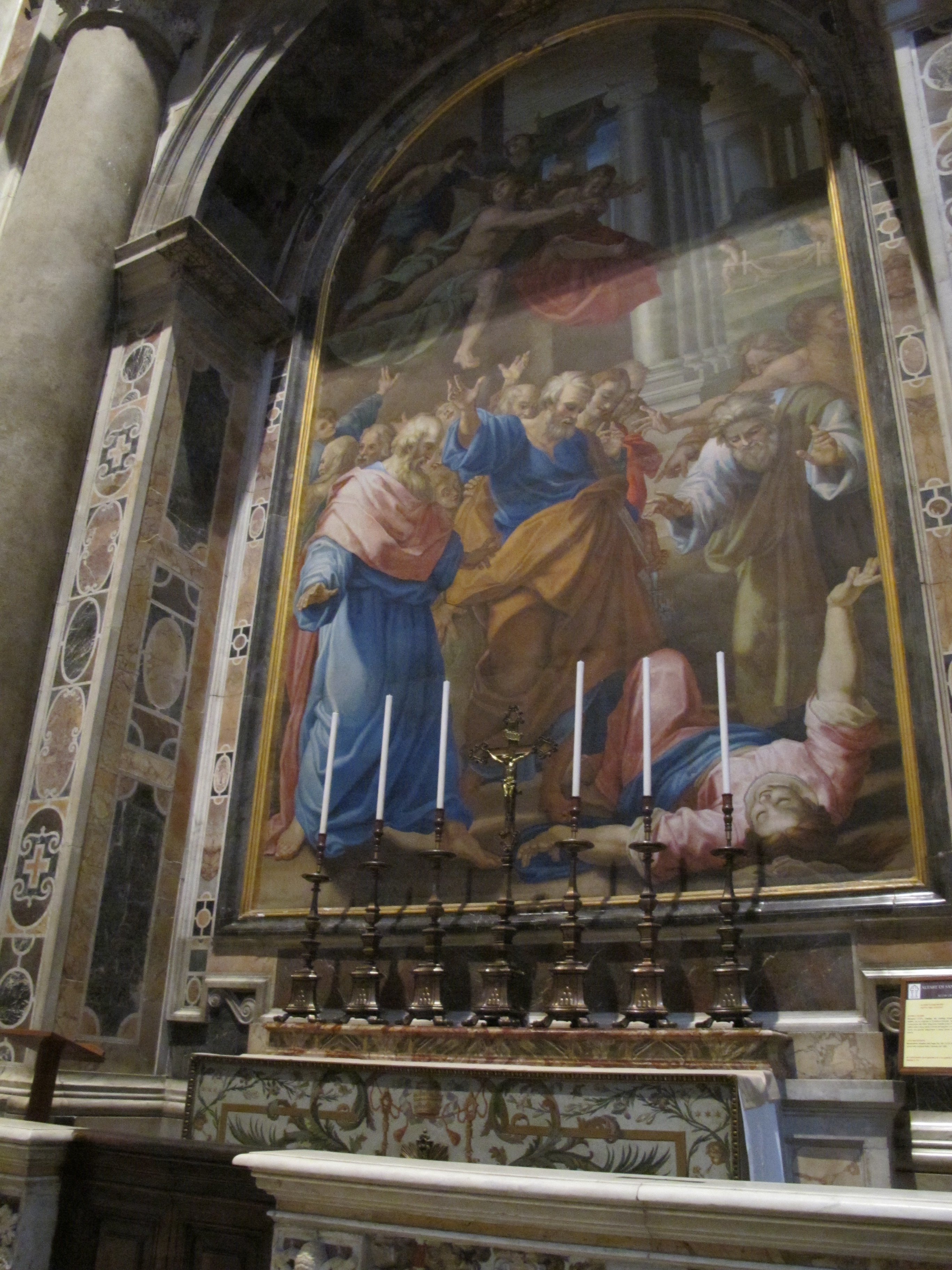
Mort d'Ananias et Saphira par Pomarancio (1599-1616). Église Santa Maria degli Angeli, Rome.

## Parcours du tableau «Balbi»

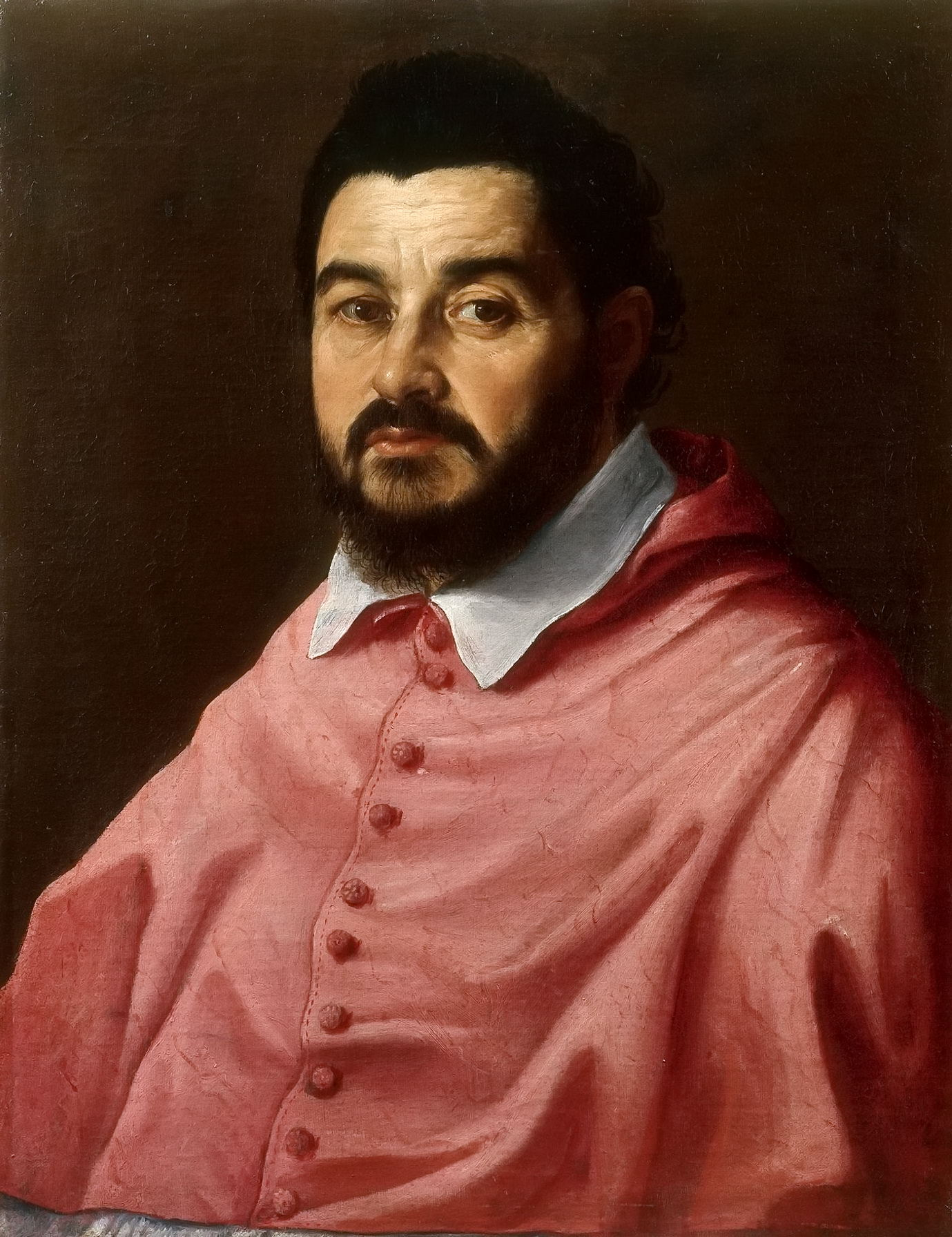
Le cardinal Sannesio, premier propriétaire du tableau « Balbi ». Portrait peint par Guido Reni, 1609 (coll. privée).

Grâce au témoignage de Baglione, il est établi que le cardinal Sannesio achète immédiatement la première version de la Conversion. Sannesio (ou Sanessi) est un collectionneur d'art averti et particulièrement attiré par les œuvres de Caravage : Giulio Mancini, un autre biographe de Caravage, signale en 1620 qu'il en possède plusieurs, et le manuscrit florentin de son traité Considerazioni sulla pittura indique précisément qu'il s'agit de versions du Crucifiement de saint Pierre et de la Conversion de saint Paul. À sa mort en février 1621, c'est son neveu Francesco qui prend possession de la collection du cardinal ; et à sa mort de Francesco vingt-trois ans plus tard, l'inventaire de ses biens fait toujours apparaître deux tableaux peints sur bois qui traitent du crucifiement et de la conversion. Les héritiers de Francesco vendent alors les deux tableaux à Juan Alfonso Enríquez de Cabrera, neuvième Amiral de Castille et vice-roi de Naples de 1644 à 1646, qui les fait transporter à Madrid. Leur présence y est attestée le 7 août 1647, et c'est la dernière trace connue des deux tableaux associés.
En 1682, la Conversion de saint Paul (sans le saint Pierre) réapparaît à Gênes, dans l'inventaire des biens de Francesco Maria Balbi qui vient de mourir ; puis trois siècles s'écoulent au cours desquels le tableau est transmis dans la famille Balbi par héritage direct, jusqu'à parvenir en possession de la famille Odescalchi par l'effet d'un mariage. C'est en 1947 que la Conversion, alors conservée dans le palais familial des Balbi, est identifiée par l'historien de l'art Antonio Morassi comme l'une des deux œuvres commandées pour la chapelle Cerasi après avoir été longtemps attribuée à Orazio Gentileschi. Le premier Crucifiement de saint Pierre, quant à lui, n'est jamais retrouvé : bien que des éléments permettent de penser qu'il reste associé au saint Paul dans la collection Balbi, cette théorie résiste mal au fait qu'il semble toujours présent dans l'inventaire du dixième Amiral de Castille en 1691 ; s'il existe, peut-être se trouve-t-il toujours égaré quelque part en Espagne ou ailleurs.
La Conversion de saint Paul est désormais conservée dans le palais Odescalchi à Rome. En 2006, un événement exceptionnel est organisé : au terme d'une restauration du tableau « Balbi », les deux œuvres sont réunies à l'église Santa Maria del Popolo pour une exposition temporaire qui permet au public de contempler les deux toiles côte à côte.